# Katharina Komatzová
Katharina Komatzová, rodným jménem Innerhoferová (* 17. ledna 1991 Zell am See) je rakouská biatlonistka.
Biatlonu se věnuje od roku 2011. Ve své dosavadní kariéře zvítězila v jednom individuálním závodě, když ovládla sprint v Pokljuce v březnu 2014.
V roce 2022 si vzala rakouského biatlonistu Davida Komatze a přijala jeho příjmení.

## Výsledky

### Olympijské hry a mistrovství světa
| Sezóna  | D   | Místo                | SP  | SZ  | HZ  | IZ  | ŠT  | SŠT | SZD | Věk    |
| ------- | --- | -------------------- | --- | --- | --- | --- | --- | --- | --- | ------ |
| 2011/12 | MS  | Ruhpolding           | 75. | –   | –   | 86. | 16. | –   | ×   | 21 let |
| 2012/13 | MS  | Nové Město na Moravě | 97. | –   | –   | 64. | 19. | –   | ×   | 22 let |
| 2013/14 | ZOH | Soči                 | 75. | –   | –   | 27. | –   | 8.  | ×   | 23 let |
| 2014/15 | MS  | Kontiolahti          | 27. | 32. | –   | 63. | 11. | 5.  | ×   | 24 let |
| 2016/17 | MS  | Hochfilzen           | 60. | 56. | –   | –   | –   | –   | ×   | 26 let |
| 2017/18 | ZOH | Pchjongčchang        | 29. | 40. | –   | 60. | –   | 10. | ×   | 27 let |
| 2018/19 | MS  | Östersund            | 49. | 40. | –   | –   | 16. | 17. | –   | 28 let |
| 2019/20 | MS  | Antholz-Anterselva   | 19. | 28. | 19. | 20. | 12. | 18. | –   | 29 let |
| 2020/21 | MS  | Pokljuka             | 39. | 37. | –   | 46. | 7.  | –   | –   | 30 let |
| 2021/22 | ZOH | Peking               | 21. | 22. | 14. | 26. | 9.  | –   | ×   | 31 let |

Poznámka: Výsledky z mistrovství světa se započítávají do celkového hodnocení světového poháru, výsledky z olympijských her se dříve započítávaly, od olympijských her v Soči se nezapočítávají.

### Juniorská mistrovství
| Sezóna  | D   | Místo                | SP  | SZ  | IZ  | ŠT  | Věk    |
| ------- | --- | -------------------- | --- | --- | --- | --- | ------ |
| 2009/10 | MSJ | Torsby               | 32. | 29. | 41. | 12. | 19 let |
| 2010/11 | MSJ | Nové Město na Moravě | 15. | 26. | 37. | –   | 20 let |
| 2011/12 | MSJ | Kontiolahti          | 25. | 26. | 32. | –   | 21 let |

## Vítězství v závodech světového poháru

### Individuální
| Č. | sezóna    | datum          | místo               | disciplína |
| -- | --------- | -------------- | ------------------- | ---------- |
| 1. | 2013/2014 | 6. března 2014 | Pokljuka, Slovinsko | sprint     |